# Асперн-Норд (станція метро)
48°14′05″ пн. ш. 16°30′17″ сх. д. / 48.2346° пн. ш. 16.5046° сх. д.
«Асперн-Норд» (нім. Aspern Nord, в перекладі — Асперн-Північний) — станція Віденського метрополітену, розміщена на лінії U2 між станціями «Зеєштадт» і «Гаусфельд-штрасе». Відкрита 5 жовтня 2013 року у складі дільниці «Асперн-штрасе» — «Зеєштадт».
Розташована в 22-му районі Відня (Донауштадт), поруч із однойменним залізничним вокзалом.